# Tebing Tinggi Pangkatan
Tebing Tinggi Pangkatan is een bestuurslaag in het regentschap Labuhan Batu van de provincie Noord-Sumatra, Indonesië. Tebing Tinggi Pangkatan telt 1588 inwoners (volkstelling 2010).